# Войтенко, Александр Михайлович
Александр Михайлович Войтенко (22 октября 1915, Федорки, Херсонская губерния — 4 августа 1995, Киев) — генерал-майор, заместитель начальника космодрома «Байконур». Первый председатель Федерации космонавтики Украины. Председатель Украинского Совета ветеранов Байконура.

## Биография
Родился 22 октября 1915 года в селе Федорки.
В 1932 году окончил два курса педагогического техникума (ныне Александрийский педагогический колледж имени В. А. Сухомлинского) в городе Александрия Кировоградской области.
В РККА с 26 ноября 1933 года. Призван Кременчугским райвоенкоматом добровольно. Службу начал красноармейцем 2-го артиллерийского полка 2-й стрелковой дивизии в городе Овруч, Киевского военного округа. С мая 1934 по ноябрь 1937 года учился в Сумском артиллерийском училище (нормальный курс).
Офицерскую службу начал командиром взвода, полковой школы 57-го артиллерийского полка 57-й стрелковой дивизии, а с апреля 1938 года — полковой школы конно-артиллерийского полка в Забайкальском военном округе. С октября 1938 года — служил там же, в должности командира батареи. 9 февраля 1940 года назначен начальником полковой школы.
В 1940 году вступил в ряды ВКП(б). С мая 1940 по май 1942 года — слушатель ускоренного курса Высшей специальной школы Генерального штаба РККА. В то же время, 16 июля 1940 года был зачислен слушателем Военной академии имени М. В. Фрунзе. После окончания ускоренного курса ВСШ ГШ, служил младшим помощником, помощником начальника отдела 2-го управления Главного разведывательного управления Генерального штаба РККА.
Во время Великой Отечественной войны служил начальником штаба 12-й отдельной истребительной противотанковой артиллерийской бригады резерва Верховного Главнокомандования на 2-м (с 20 июня по 30 декабря 1944 года) и 3-м Украинских фронтах (с 30 декабря 1944 года по 9 мая 1945 года).
С 25 мая 1945 года — начальник штаба 10-й отдельной артиллерийской бригады. 29 декабря 1946 года, подполковник А. М. Войтенко назначен помощником начальника оперативного отдела управления командующего артиллерией Южной группы войск. С 17 апреля 1947 года — начальник штаба 874-го мотострелкового полка, 25-й гвардейской мотострелковой дивизии в Южной группе войск. 15 апреля 1948 года назначен начальником штаба 25-й артиллерийской отдельной механизированной армии (Румыния). В 1949 году окончил Вечерний университет марксизма-ленинизма при Доме офицеров отдельной механизированной армии. Со 2 февраля 1951 года — начальник отдела боевой подготовки управления командующего артиллерией, 8-й механизированной армии. С 7 августа 1953 года — старший офицер по оперативной подготовке, оперативно-разведывательного отдела штаба артиллерии в Прикарпатском военном округе.
Службу на Байконуре подполковник А. М. Войтенко начал в 1955 году, после окончания Центральных артиллерийских курсов офицерского состава. 24 октября 1955 года был назначен начальником 1-го отдела штаба полигона Тюра-Там (ныне Байконур). С 8 октября 1957 года — заместитель начальника штаба полигона. 14 июля 1961 года возглавил штаб полигона, а с 22 марта 1965 года являлся первым заместителем начальника полигона Байконур.
После увольнения в запас 28 марта 1972 года жил в Киеве. Принимал самое активное участие в популяризации космонавтики и становлении Украины, как космической державы. На Украине был создан Совет ветеранов Байконура, организатором, а впоследствии и Председателем которого стал А. М. Войтенко. Кроме того, он стал также одним из учредителей Федерации космонавтики Украины. В феврале 1990 года Александр Михайлович сложил свои полномочия в Совете ветеранов космодрома Байконур по Украине и по городу Киеву.
Награждён орденом Ленина («За осуществление запуска в космос первого в мире лётчика-космонавта СССР Ю. А. Гагарина», 17 июня 1961 года); двумя орденами Красного Знамени (первый — за выслугу лет, второй — «За успешное выполнение специального задания Правительства СССР», 24 ноября 1966 года); орденом Отечественной войны 1-й степени (в апреле 1985 года — за активное участие в Великой Отечественной войне), двумя орденами Отечественной войны 2-й степени (в ноябре 1944 года и в январе 1945 года), тремя орденами Красной Звезды (первый — «За боевое отличие», в июне 1944 года, второй — «За выслугу лет», третий — за запуск первого искусственного спутника Земли, 21 декабря 1957 года); медалями: «За боевые заслуги», «За оборону Москвы», «За победу над Германией в Великой Отечественной войне 1941—1945 гг.», «За взятие Будапешта», юбилейными медалями.
Скончался 4 августа 1995 года. Похоронен на Лесном кладбище в Киеве.

## Книги
- А. М. Войтенко. «Космонавтика: достижения, проблемы, перспективы» (Киев, общество «Знание» УССР 1985).